# Elektivní mutismus
Elektivní (selektivní) mutismus patří k neurotickým a psychotickým poruchám řeči. Je chápán jako porucha sociální adaptace, resp. sociálních vztahů. Nejedná se primárně o postižení řeči, ale o poruchu jejího užívání. Na většině území EU je elektivní mutismus pojímán jako psychotická porucha, ne jako problém primárně logopedický.
Projevuje se jako neschopnost mluvit v určitých situacích nebo s určitými lidmi. Postižení mohou být dospělí i děti, nicméně nejčastěji se tato porucha vyskytuje u dětí. Nejedná se o organickou dysfunkci, protože subjekt mluvené řeči rozumí a je schopen mluvit. Mutismus je poměrně vzácnou patologií. Jedná se o hraniční problematiku, kterou se zabývá několik vědních oborů: psychiatrie, psychologie, foniatrie a logopedie.

## Název
První články na mutismus se objevily ve třicátých letech a po druhé světové válce v německých časopisech. V padesátých letech byly publikovány různé studie v anglických časopisech. Koncem padesátých let až do dnešní doby to byli především Američané, kteří se zabývali vývojem a zveřejňováním výsledků svých pokusů v odborném tisku (např.: Journal of the American Academy of Child and Adolescent Psychiatry, Psychology in the Schools, Journal of School Psychology).
Mnoho let byly názvy elektivní mutismus a selektivní mutismus používány jako synonyma (elektivní = volbu dávající, zvolený; selektivní = vybraný, výběrový). V roce 1992 v Mezinárodní klasifikaci nemocí (MKN 10, 1992) je zahrnuta pouze jedna forma mutismu, a to elektivní mutismus. Je zařazen do kapitoly F94 – Poruchy sociálních vztahů se vznikem specifiky v dětství a adolescenci. V roce 1994 se začal především v USA upřednostňovat název selektivní mutismus, neboť byl použit v DSM-IV (Diagnostic and Statistical Manual of Mental Disorders), což je diagnostická pomůcka používaná psychology, psychiatry a psychoterapeuty ve Spojených státech.

## Projevy mutismu
Mutismus (oněmění) je narušení komunikační schopnosti a ztráta artikulované řeči. Označujeme tak mlčení po ukončení řečového vývoje a při schopnosti mluvit. Zpravidla se projevuje poprvé při vstupu do školky, může se ale objevit i později při nástupu do školy, v pubertě nebo v dospělosti. Mutismus může být vedle komunikačních zábran spojen s neschopností motoricky, emocionálně a sociálně souznít s kolektivem. Mlčení je často provázeno sociálním ústupem a izolací. Jedinci postiženi mutismem se ostýchají společenských kontaktů s jinými lidmi, jsou citlivější  a stahují se do sebe.

## Příčiny mutismu
Mutismus je porucha, která postihuje zejména děti s nervovou soustavou, jejíž zralost neodpovídá jejich biologickému věku, dále děti labilní a děti s různými projevy ADHD. Na mutismus mají vliv dispozice, výchova, rodinné vztahy, mezilidské vztahy a prožitá traumata.
Příčinou vzniku mutismu bývá často velká psychická zátěž nebo prožití určitého traumatu (šok – duševní otřes, stres, vyčerpání). Vzniká především u dětí celkově nervově labilnějších, s dědičným nebo zdravotním oslabením. Již mírnější trauma stačí, aby vyvolalo silnou stresovou reakci organismu, která zablokuje řečové funkce. Příčina poruchy se odhaluje do značné míry spekulativně, neboť jde o kombinaci několika okolností či vlivů.
Příčiny vzniku mutismu lze tedy rozdělit na:
- endogenní příčiny (velká psychická senzibilita zejména vůči svým vlastním výkonům)
- exogenní příčiny (psychicky zatěžující okolní prostředí, vysoké nároky na řečový výkon nebo všeobecně na chování dítěte).[7]

Příčinou mutismu nejsou poruchy podmíněné organickým poškozením centrální nervové soustavy.

## Výchovné postupy
Děti postižené mutismem často trpí nedostatkem sebevědomí. Učitelé i rodiče by proto měli dítěti dodávat odvahu a sebevědomí, to je jeden z klíčů překonání mlčení. Důraz je kladen na pozitivní povzbuzování.
Logoped by na dítě neměl naléhat, mělo by být ke komunikaci přivedeno nejprve cestami neverbálními. Začít od pouhé reakce na pokyn, přes tichý souhlas, úsměv, přitakání, interakci šeptem ve dvojici. Pozvolna se rozšiřuje okruh lidí, se kterými dítě navazuje komunikaci.. Během celé logopedické intervence je třeba aktivně spolupracovat jak s psychologem, tak s rodiči dítěte.
Učitel by měl dát dítěti možnost kompenzovat chybějící ústní komunikaci jinými formami komunikace, např. gesty, malováním, psaním. Tím se posiluje sebehodnocení mlčícího dítěte, které se pak cítí komunikativně rovnocenné s ostatními žáky. Spolužáci dítěte postiženého mutismem by měli být s jeho poruchou seznámeni.
Základem všech postupů je pozitivní motivace.
- Dítě nesmí být nijak, ani neverbálně, nuceno, aby mluvilo. Komunikaci pouze nabízíme.
- Chválíme dítě i za maličkosti.
- Nestavíme dítě do centra pozornosti.
- Nepřeháníme to s reakcí na jakýkoli komunikační úspěch.
- Zkoušíme nové mechanismy chování k dítěti či nové způsoby komunikace.[10]

## Určení diagnózy
Elektivní mutismus je nejčastěji diagnostikován, trvá-li oněmění nejméně jeden měsíc. Názory odborníků se ale rozcházejí. Hayden (1980) uvádí jako minimální časové období osm týdnů, ale pouze toto období je považováno za příliš krátké. Kolvin a Fundudis (1981) navrhují jako kritérium, kdy tento problém přetrvává, dva roky, to ale znamená odsunutí léčby. Bradley a Sloman (1975) uvádějí délku jednoho školního roku. Cline a Baldwin (1994) stanoví pro věk od 5 do 7 let období 6 měsíců.
První případ diagnózy selektivního mutismu byl v roce 1877 německým lékaře Kussmaulem, který použil termínu „nemluvnost úmyslná“ k označení dobrovolného mutismu. V roce 1934 M. Tramer použil název „elektivní mutismus“, aby popsal situaci dětí, které si pro komunikaci vyberou pouze úzkou skupinu tvořenou blízkými příbuznými nebo vrstevníky.
U dětí s diagnózou mutismus nelze uplatňovat autoritativní přístup, neboť bývají velmi citlivé na pokárání a na nátlak. Jedinec s mutismem vyžaduje týmový přístup. Tým odborníků tvoří pediatr, psycholog, psychiatr, psychoterapeut, foniatr, logoped, rodiče dítěte a učitelé.

## Výskyt elektivního mutismu
Elektivní mutismus postihuje přibližně 0,1 procent dětské populace. Touto formou mutismu trpí o něco častěji dívky než chlapci, ale rozdíl není významný.
Vyskytuje se u dětí nejčastěji v období vstupu do mateřské či základní školy, tedy při zásadní změně prostředí. Dítě obvykle nemluví s pedagogy, ale doma s rodiči nebo při kontaktu s kamarády komunikuje bez potíží. Nonverbální komunikace je u některých dětí zachována, někdy mohou šeptat či odpovídat jednoslovně. Elektivní mutismus se často projevuje ve spojení s úzkostnými poruchami.